# Svenska ångestsyndromsällskapet
Svenska ångestsyndromsällskapet (ÅSS) är en ideell organisation i Sverige, med säte i Stockholm, som ger stöd åt personer med olika former av ångestsyndrom, bland annat generell ångest, paniksyndrom, agorafobi, social fobi och andra, specifika fobier.
Förbundet består av cirka 15 lokalföreningar med totalt ca 1200 medlemmar. Organisationen, som är politiskt och religiöst neutral, verkar i hela landet samt stöder och bistår människor som drabbats av olika ångestsjukdomar (dock inte tvångssyndrom eller posttraumatiskt stressyndrom, PTSD, vilka, i första hand bör hanteras av andra patientorganisationer). Svenska ångestsyndromsällskapet sprider kunskap om ångestsyndrom och informerar om vilka behandlingsformer som finns tillgängliga. Förbundet tar inte ställning för eller emot olika medicinska eller psykoterapeutiska former av behandling.

## Verksamhet
Den verksamhet som förbundet och dess lokalföreningar bedriver sägs vägledas av följande mål:
- Att bryta de ångestdrabbades isolering, främst genom stödgrupper
- Att erbjuda olika former av stöd och hjälp till såväl drabbade som anhöriga
- Att bedriva "öppet hus"-verksamhet lokalt för medlemmar och andra intresserade
- Att verka intressepolitiskt och upplysa om ångestsjukdomar i det svenska samhället
- Att ha telefonjour och ge medlemmarna samtalsstöd vid behov
- Att arrangera temadiskussioner, informationsträffar och föreläsningar
- Att i sjukvården öka förståelsen för den problematik sjuklig ångest och oro innebär